# Voineasa, Olt
Voineasa là một xã thuộc hạt Olt, România. Dân số thời điểm năm 2002 là 2356 người.